# Tataouine
Tataouine  (în arabă تطاوين ) este un oraș  în  Tunisia. Este reședinta  guvernoratului Tataouine.